# Атаки Москва-Сити беспилотниками
Атаки Москва-Сити беспилотниками летом 2023 года происходили на фоне российского вторжения на Украину. Первая атака была совершена в ночь на 30 июля беспилотных летательных аппаратов. Ответственность за это российские власти возложили на Украину.

## Ход событий

### 30 июля
По заявлению Минобороны РФ, в деловой квартал Москва-Сити в ночь на 30 июля прилетели два БПЛА, подавленные средствами РЭБ. Российские СМИ сообщили, что в результате в офисных зданиях выбило стекла и пострадал охранник. Эти повреждения, по информации Минобороны, были вызваны падениями БПЛА после того, как они потеряли управление. Ведомство также сообщило об уничтожении ещё одного дрона в Одинцовском городском округе и назвало происшедшее попыткой теракта со стороны Украины.

### 1 августа
В ночь на 1 августа ещё один дрон попал в ту же башню на уровне 21 этажа. Из-за атаки временно прекращал работу аэропорт Внуково.

### 23 августа
В ночь на 23 августа, по заявлению Минобороны РФ, произошла атака трёх БПЛА — один из которых потерпел крушение в небе над Можайским городским округом Московской области, второй упал в городском округе Химки Подмосковья, где обломками беспилотника получили повреждения несколько различных построек, в том числе частные жилые дома. Третий дрон попал в недостроенную башню One Tower на территории «Москва-Сити», в результате которого башня получила повреждения с 10 по 15 этаж, а в доме напротив выбило окна. Пострадавших нет.